# Alberto Risopatrón
Alberto Risopatrón Barredo (1897-?) fue un importante arquitecto chileno, de la primera mitad del siglo XX; decano de la Escuela de Arquitectura de la Universidad Católica. Fue el primer presidente del Colegio de Arquitectos de Chile.
De sus obras privadas, se recuerda el Casino de Viña del Mar en 1931, Presidente de la Sociedad Constructora de Viviendas Económicas.

## Historia
El arquitecto Alberto Risopatrón fue el primer presidente del Colegio de Arquitectos, (Un colegio de arquitectos constituye el lugar de encuentro del saber arquitectónico, siendo el encargado de enriquecer la mirada del arquitecto respecto a la ciudad, al contexto y a la sociedad. Es responsable de regular las relaciones entre colegas, de estimular el progreso cultural-tecnológico de la actividad, de controlar el desempeño de la profesión, fomentando el servicio social como fin último), el establece dentro de uno de sus discursos el fuerte compromiso de la profesión con la sociedad, resaltando que “no sólo nos reconoce derechos, sino que también nos impone deberes y obligaciones. Es una herramienta que nos ha entregado la sociedad, pero su aplicación y la importancia que tenga, es una tarea que tenemos que construir entre todos”. Desde su fundación en 1942, esta fecha se ha instituido también, como el Día del Arquitecto, día para celebrar y fecha de encuentro del gremio, en la que se recuerda a los profesionales que los antecedieron y en la que se reconoce a los más destacados en los distintos ámbitos de la profesión.
En su nombre se instauró el Premio Alberto Risopatrón, premio que se entrega al arquitecto colegiado que se haya distinguido por su labor gremial en el Colegio de Arquitectos.
En este sentido, en Estación Central, el Ministerio de Vivienda y Urbanismo (CORVI) generó un Barrio de copropiedad (Condominio Social) en la unidad Vecinal 13 y que data desde 1969.

## Obras
Una de sus obras más destacadas es el Ex teatro municipal San Bernardo

## Casino de Viña del Mar

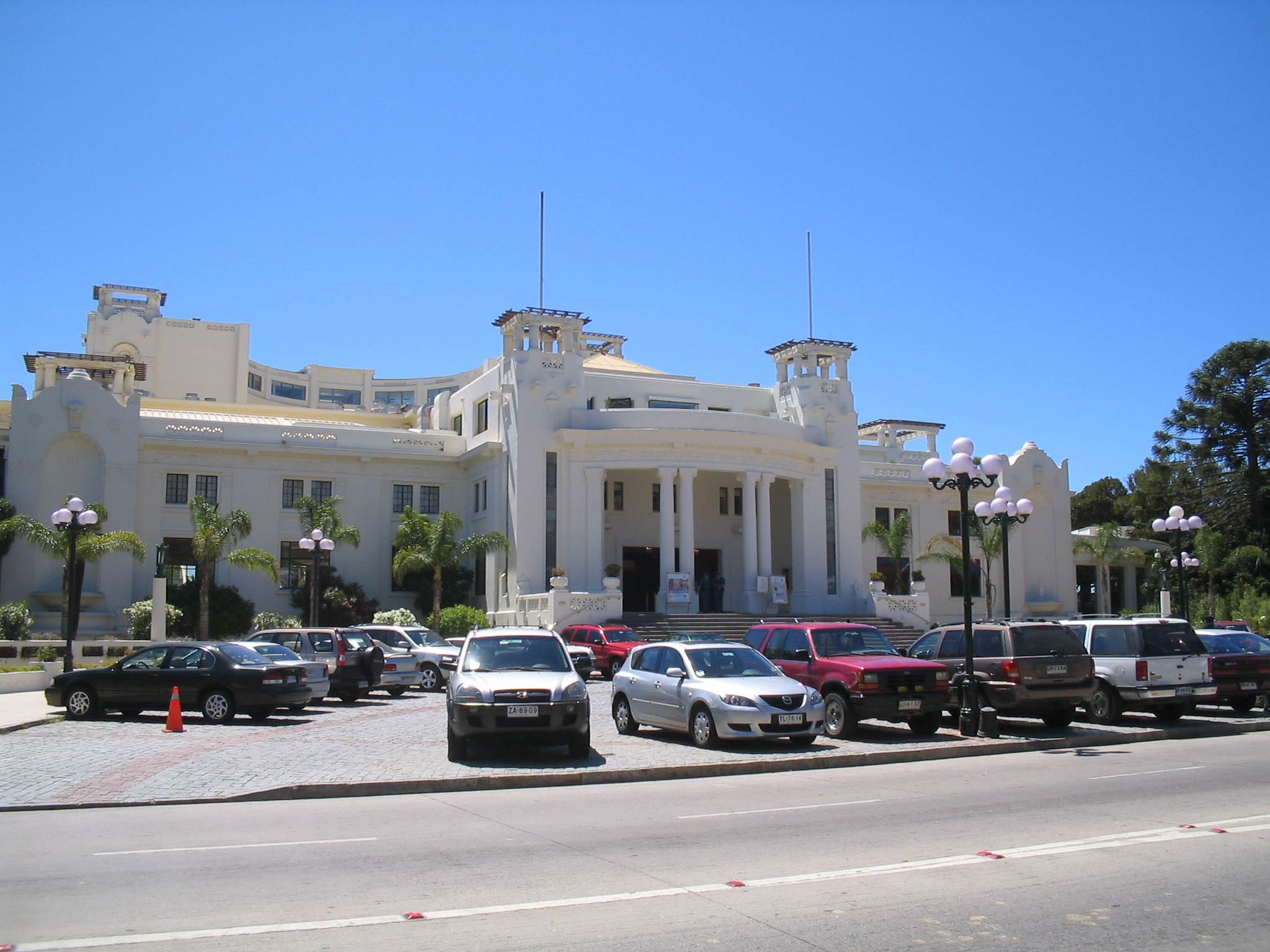
Casino Viña del Mar.

El edificio fue inaugurado en 1930, su construcción fue por iniciativa del entonces Alcalde, Gastón Hamel, presidente de la Junta Pro-Balneario. Fue diseñado por los arquitectos Alberto Risopatrón y Ramón Acuña, y construido en una superficie de 3.800 m². Posee un estilo neoclásico, y tiene una imponente fachada con columnas jónicas. En sus alrededores hay un hermoso jardín".
El Conjunto residencial de Cienfuegos 22 al 32 es un edificio de dos pisos del arquitecto Alberto Risopatrón.